# 7546 Meriam
A 7546 Meriam (ideiglenes jelöléssel (7546) 1979 MB4) a Naprendszer kisbolygóövében található aszteroida. Eleanor F. Helin és Schelte J. Bus fedezte fel 1979. június 25-én.